# Alta (Iowa)
Alta é uma cidade localizada no estado americano de Iowa, no Condado de Buena Vista.

## Demografia
Segundo o censo americano de 2000, a sua população era de 1865 habitantes. 
Em 2006, foi estimada uma população de 1878, um aumento de 13 (0.7%).

## Geografia
De acordo com o United States Census Bureau tem uma área de 
2,7 km², dos quais 2,7 km² cobertos por terra e 0,0 km² cobertos por água. Alta localiza-se a aproximadamente 454 m acima do nível do mar.

## Localidades na vizinhança
O diagrama seguinte representa as localidades num raio de 20 km ao redor de Alta. 